# История Испании
Название «Испания», вероятно, финикийского происхождения. Финикийское слово «и-шпаним» означает «берег даманов». Римляне использовали его во множественном числе (Hispaniae) для обозначения всего Пиренейского полуострова.

## Доисторическая Иберия
Первые следы появления человека на Пиренейском полуострове относятся к палеолиту. На реке Эбро на границе среднего и верхнего палеолита сложилась ситуация, получившая название «граница Эбро»: на северном берегу реки Эбро жили кроманьонцы, а на южном берегу в засушливых условиях эдафических степей — последние неандертальцы.
Кластер Эль-Мирон (El Mirón Cluster) состоит из семи пост-последних максимальных ледниковых особей 19 000—14 000 л. н., которые все связаны с мадленской культурой. Скелет женщины из пещеры Эль-Мирон был покрыт охрой (красным пигментом). Она была похоронена около 18 700 лет назад.
Южное побережье Бискайского залива изобилует находками стоянок первобытных людей 15-10 тыс. до н. э., генетический пул современных европейцев во многом обязан этому гористому побережью.
Стилизованные рисунки животных на стенах пещер появились примерно за 15 тыс. лет до н. э. Лучше всего сохранилась роспись в Андалусии и в Пуэнте-Вьесго в Кантабрии.
В районе 6—5 тыс. до н. э. побережье Испании колонизирует культура кардиальной керамики.

## Доримское население Испании
На юго-западном побережье Иберии в бронзовом веке возникает культура, из которой в конце 2 тыс. образуется цивилизация Тартесс, торговавшая металлом с финикийцами. После истощения шахт Тартесс приходит в упадок.
Вдоль восточного побережья Испании в III тысячелетии до н. э. появились иберские племена; очевидное родство культурного наследства связывает их прародину с Сардинией и Кавказской Иберией. От этих племён происходит античное название полуострова — Иберийский. В середине II тысячелетия до н. э. иберы начали расселяться в укреплённых деревнях на территории современной Кастилии. Иберы занимались в основном земледелием, скотоводством и охотой, умели изготовлять орудия труда из меди и бронзы, что обеспечило им славу лучших оружейников Средиземноморья. Иберы использовали палеоиспанское письмо, созданное ранее тартессийцами. Язык иберов не был родственен тартессийскому.
Имеются римские свидетельства о том, что ранее в Испании обитали лигуры, однако в исторический период об их существовании ничего не известно.
В позднем бронзовом веке в Иберию проникает культура полей погребальных урн (остатком которой в исторический период, вероятно, были лузитаны), а в начале 1 тыс. до н. э. большую часть Иберии колонизируют кельтские племена. Часть кельтов, обитавшая по соседству с иберами, попав под их влияние, создала кельтиберийскую культуру; кельты, обитавшие в западной части, сохраняли относительно консервативный образ жизни, были бесписьменными. Кельты Иберии прославились как воины. Именно они изобрели обоюдоострый меч, впоследствии ставший стандартным вооружением римской армии и использованный против своих же изобретателей.

## Карфагенская и греческая колонизация
Первые колонии в этой стране принадлежали финикиянам; около 1100 года до н. э. они поселились на южном берегу, где основались их колонии Малака, Гадир (Кадис), Кордова и многие другие. Они назвали страну, по жившим в долине Бэтиса турдитанам, Тартесс (др.-греч. Ταρτησσός, ср. Ион. 1:3).
На восточном побережье (современная Коста-Брава) колонии основали древние греки.
После 680 до н. э. Карфаген стал основным центром финикийской цивилизации, и карфагеняне установили торговую монополию в Гибралтарском проливе. На восточном побережье были основаны иберийские города, напоминавшие греческие полисы.
В V—IV веках до н. э. усиливается влияние Карфагена, империя которого занимала большую часть Андалусии и средиземноморское побережье. Самой крупной колонией карфагенян на Пиренейском полуострове был Новый Карфаген (современная Картахена).
По окончании Первой пунической войны Гамилькар и Ганнибал подчинили юг и восток полуострова карфагенянам (237—219 годы до н. э.).

## Римская Испания
Поражение карфагенян (войсками которых руководил Ганнибал) во Второй Пунической войне в 210 г. до н. э. открыло путь к установлению римского господства на полуострове. Карфагеняне окончательно потеряли свои владения после побед Сципиона Старшего (206 год до н. э.).
Римляне пытались привести всю страну под своё подданство, но это удалось им лишь после 200 лет кровопролитных войн. Особенно упорно сопротивлялась кельтиберы и лузитанцы (под предводительством Вириата), а кантабры лишь в 19 году до н. э. были покорены Августом, разделившим Испанию вместо прежних двух провинций (Hispania citerior и Hispania ulterior) на три — Лузитанию, Бетику и Тарраконскую Испанию. От последней император Адриан отделил новую провинцию, Галлецию, с Астурией.
Испания стала вторым по значению центром Римской империи после самой Италии. Самым сильным влияние римлян было в Андалусии, южной Португалии и на побережье Каталонии около Таррагоны. Баски так и не были полностью романизированы, тогда как другие доримские народы Иберии были ассимилированы уже к I—II векам н. э. Римляне провели по Испании много военных дорог и устроили многочисленные военные поселения (колонии); страна быстро романизировалась, сделалась даже одним из центров римской культуры и одной из наиболее цветущих частей Римской империи, которой Испания дала лучших её императоров (Траяна, Адриана, Марка Аврелия, Феодосия) и замечательных писателей (обоих Сенек, Лукана, Помпония Мелу, Марциала, Квинтилиана и многих других).
Торговля процветала, промышленность и земледелие стояли на высокой степени развития, народонаселение было весьма многочисленное (по Плинию Старшему, при Веспасиане здесь было 360 городов). Весьма рано сюда проникло христианство и стало распространяться, несмотря на кровавые преследования. В начале V века в Испанию проникли аланы, вандалы и свевы и поселились в Лузитании, Андалузии и Галисии; римляне временно удержались в восточной половине полуострова.
В 415 году появились в Испании вестготы, сначала как союзники римлян, и постепенно вытеснили все прочие германские племена. Государство вестготов страдало многими недостатками, подтачивавшими его существование; от римских времен унаследовано было громадное социальное неравенство между немногими владельцами громадных латифундий и массой населения, разорённой налогами и угнетённой; христианское духовенство приобрело чрезмерную власть и в союзе со знатью мешало упрочению твёрдого порядка престолонаследия, чтобы по возможности суживать пределы королевской власти при избрании каждого нового короля; новый класс недовольных возник вследствие насильственного обращения евреев (по Гиббону, число насильственно обращённых доходило до 30 000).

## Готская Испания
Первые два века нашей эры источником богатства страны служило золото из испанских шахт. В Мериде и Кордове были построены виллы и общественные здания, а дорогами, мостами и акведуками жители пользовались ещё много веков. Несколько мостов в Сеговии и Таррагоне сохранились до нашего времени.
Три живых испанских языка уходят корнями в латынь, а римские законы стали основой испанской юридической системы. Христианство появилось на полуострове очень рано, недолгое время христианские общины подвергались жестоким преследованиям.
В V веке на Пиренейский полуостров хлынули варвары — германские племена свевов, вандалов, вестготов и сарматское племя аланов, что ускорило крушение уже пришедшей в упадок Римской империи. Вестготы вытеснили вандалов и аланов в северную Африку и создали королевство со столицей в Барселоне, а затем в Толедо. Свевы обосновались на северо-западе в Галисии, создав Королевство свевов. Уже в VI веке вестготы присоединили к своему королевству свевов, а к VIII веку и вытеснили византийцев (обосновавшихся на юге и юго-востоке полуострова в середине VI века).
Вестготская социальная верхушка отрицала божественность Христа (ариане), в то время как большинство населения оставалось приверженцами никейского христианства. Единый для всех христиан Испании католицизм был принят на Третьем Толедском соборе.
Трёхсотлетнее правление вестготов оставило значительный след в культуре полуострова, но не привело к созданию единой нации. Вестготская система выборов монарха создавала удобную почву для заговоров и интриг. Хотя в 589 году вестготский король Реккаред I перешёл из арианства в ортодоксальное христианство, это не сняло всех противоречий, религиозные распри лишь усилились. К VII веку все нехристиане, особенно евреи, были поставлены перед выбором: изгнание или обращение в христианство.

## Византийская Испания
Поводом для экспедиции в Испанию послужило обращение к императору вестготского аристократа Атанагильда, поднявшего восстание против короля Агилы I. Атанагильд просил оказать ему военную помощь, вероятно, обещая взамен, что вестготы снова признают себя федератами империи. По другому предположению, он уступал византийцам территорию на юге полуострова, которую вестготы и так не контролировали.
Юстиниан воспользовался случаем вернуть Испанию под власть империи и весной 552 года отправил туда экспедицию во главе с патрицием Либерием. Покорение южной Испании облегчалось тем обстоятельством, что на этой территории сохранились римские порядки, власть местных магнатов, а жители, исповедовавшие ортодоксальное христианство, были враждебны готам-арианам. К тому же портовые города юга имели прочные торговые связи с Востоком.
К этому времени владения Византии уже вплотную приблизились к Испании. В ходе Вандальской войны византийцы овладели африканским побережьем, крайним пунктом их владений на западе был Септем (Сеута), находившийся напротив испанского берега; Балеарские острова также были отвоеваны у вандалов.

## Мусульманское господство
В 711 году одна из вестготских группировок призвала на помощь арабов и берберов из северной Африки, которых впоследствии назвали маврами. Мавританским корпусом руководил Тарик ибн Зияд (название Гибралтар происходит от его имени, — искажённое Джабал Тарик — «Скала Тарика»). Арабы переправились из Африки в Испанию и победой вблизи Херес-де-ла-Фронтера, на реке, называвшейся у арабов Вади Бекка, положили конец просуществовавшему почти 300 лет вестготскому государству. Почти вся Испания в короткое время была завоёвана арабами и составила часть большого халифата Омейядов.
Завоевание полуострова маврами всего за несколько лет — удивительный пример быстрого распространения ислама. Несмотря на отчаянное сопротивление вестготов, через десять лет незавоёванными остались лишь горные области Астурии.
До середины VIII века мавританские территории входили в состав халифата Омейядов; к этому же времени относится происхождение названия мавританского государства Аль-А́ндалус, территория которого то увеличивалась, то уменьшалась, в зависимости от успехов Реконкисты.
Арабы (мавры) обходились с населением покорённой Испании очень милостиво и щадили их имущество, язык и религию. Господство их облегчило положение низших классов и евреев, а переход к исламу давал рабам и подневольным свободу. Принимали новую веру и многие из свободных и знатных, и вскоре к ней принадлежало большинство арабских подданных. В то же время мавры были очень терпимы к христианам и иудеям, предоставляли автономию различным областям и внесли огромный вклад в развитие испанской культуры, создав неповторимый стиль в архитектуре и изобразительном искусстве.
Особенно твёрдыми оказались христиане Кордовы, из которых иные потерпели даже мученическую кончину. Христиане, не желавшие менять веры, должны были оплачивать ежегодный налог. Между отдельными лидерами арабов вскоре возникли кровавые несогласия, которым в 755 году положил конец единственный из Омейядов, избежавший истребления Аббасидами, — Абд ар-Рахман I ад-Дахил из рода Омейядов, бежавший в Испанию и основавший здесь особое государство (со столицей в Кордове), которое он, опираясь на 40-тысячное войско из арабов и берберов, оставил в наследие потомкам. Расцвет халифата пришёлся на правление Абд ар-Рахмана III, провозгласившего себя халифом нового халифата, противопоставлявшего себя Багдадскому халифату династии Аббасидов. Господство мавров нельзя назвать просто завоеванием полуострова.
Несмотря на частые возмущения наместников и смуты из-за споров о престолонаследии и чрезмерного гнёта податей, преемники Абдуррахмана умели поощрять науки и искусства и способствовать спокойному развитию промышленности, торговли и земледелия. Достаток и образование росли; Кордова была одной из самых блестящих столиц. При Абдуррахмане III (912—961 годы), в 923 году принявшем титул халифа, арабская наука и искусство, а также еврейская культура и наука в Испании достигли высшей степени расцвета. Многолюдные города украсили страну; в одной области Гвадалквивира было, по современным данным, 12 тысяч населённых мест. В Кордове было около полумиллиона жителей, 113 тысяч домов, 600 (по другим источникам — 3000) мечетей, прекрасные дворцы; с Кордовой соперничали другие города, как, например, Гранада, Севилья, Толедо. При сыне Абдуррахмана III, поэте и учёном Гакаме II (961−976), собравшем в своей библиотеке до 400 тысяч свитков, Кордовский университет имел лучшую библиотеку в Европе. Но при бесхарактерном сыне его Хишаме II (976−1013 годы) начался закат халифата. В начале XI века после смерти фактического правителя, великого везира ал-Мансура Арабский Кордовский халифат распался на множество мелких независимых государств — тайфов.
Принято считать мавров Испании арабами, но основу Кордовского эмирата составляли многочисленные берберские племена, пришедшие с территорий современных Мавритании и Марокко. Благодаря обширным династическим и политическим связям с оплотами ислама, деспотизм и анархия чередовались в стране: то всякая связь государственности распадалась, наместники и высшие военачальники отказывались повиноваться, то вся страна лежала у ног правителя, которому удавалось подчинение возмутившихся при помощи наёмных войск. Народ предался погоне за наслаждениями и относился ко всему пассивно. Министр Хишама II, Ибн-али-Амир, Альмансора, деспотично управлявший государством разрушил Сантьяго, святой город Галисии, и захватил у христиан их столицы — Леон, Памплону и Барселону.
После смерти его сына, Аду-аль-Мелика Мозафара (1008 год), первые министры (хаджибы) сделали свою власть наследственной. Уже при втором преемнике Альмансора началось междоусобие. Омейяды и Хаммудиды (Эдризиды) быстро сменялись на престоле халифов, и с Хишамом III в 1031 году бесславно сошёл с престола последний из Омейядов.
Разные полководцы, арабские и берберские шейхи, вожди племён на развалинах Кордовского халифата создавали ряд самостоятельных государств, которые просуществовали недолго. Все это благоприятствовало христианским государствам, существовавшим в пределах Испании: Реконкиста началась с немногих вестготов, бежавших в горы Астурии; они сохранили независимость и соединились под властью храброго Пелайо (или Пелагия), которого предание называет родственником вестготских королей и первым королём Астурии; испанские летописи называют его возобновителем свободы испанцев.

## Реконкиста
Христианская Реконкиста (в переводе с испанского — «отвоевание») — это непрерывная многовековая война против мавров, начатая частью вестготской знати под предводительством Пелайо (Пелагия). В 718 году продвижение экспедиционного корпуса мавров было остановлено в горах Астурии в битве при Ковадонге.
Внук Пелайо Альфонс I (739—757 годы), сын первого кантабрийского герцога Педро и дочери Пелайо, соединил Кантабрию с Астурией. В середине VIII века астурийские христиане под руководством короля Альфонсо I, воспользовавшись восстанием берберов, заняли соседнюю Галисию. В Галисии, как утверждали, был обнаружен гроб святого Иакова (Сантьяго), и Сантьяго-де-Компостела становится центром паломничества.
Альфонс II (791—842 годы) предпринимал опустошительные набеги против арабов до реки Тахо и завоевал Страну басков и Галисию до реки Миньо. В то же время на северо-западе Испании франки, при Карле Великом, остановили продвижение мусульман в Европу и создали на северо-востоке полуострова Испанскую марку (пограничную территорию между владениями франков и арабов), которая распалась в IX—XI веках на графства Наварра, Арагон и Барселону (в 1137 году Арагон и Барселона объединились в королевство Арагон) и обеспечили, многочисленными переселениями, господство христианства в Каталонии. В почти не прекращавшихся войнах с маврами сложилось храброе феодальное дворянство. К северу от Дуэро и Эбро постепенно образовались четыре группы христианских владений, с законодательными собраниями и признанными за сословиями правами (Фуэрос):
- 1) на северо-западе Астурия, Леон и Галисия, которые в X веке при Ордоньо II и Рамиро II были соединены в королевство Леон, а в 1057 году, после непродолжительного подчинения Наварре, сыном Санчо Великого, Фернандо, соединены в королевство Кастилию;
- 2) страна басков вместе с соседней областью, Гарси́ей, была провозглашена Королевством Наваррой, которое при Санчо Великом (970—1035 годы) распространило свою власть на всю христианскую Испанию, в 1076—1134 годах было соединено с Арагоном, но потом снова освободилось;
- 3) страна по левому берегу Эбро, Арагон, с 1035 года самостоятельное королевство;
- 4) возникшее из Испанской марки наследственное маркграфство Барселона, или Каталония. Несмотря на эту разрозненность, христианские государства не уступали в силе арабам.

К 914 году королевство Астурия включало в себя Леон и большую часть Галисии и северной Португалии. Испанские христиане расширили свои владения в горные области между Астурией и Каталонией, построив множество пограничных крепостей. Название провинции «Кастилия» происходит от испанского слова «castillo», обозначающего «замок», «крепость».
Реконкиста привела к тому, что испанские крестьяне и жители городов, воевавшие вместе с рыцарями, получили значительные льготы. Большая часть крестьян не испытала крепостной зависимости, на освобождённых землях Кастилии возникали вольные крестьянские общины, а города (особенно в XII—XIII веках) получили большие права.
Когда после падения династии Омейядов (1031) арабская держава распалась на части, графство Леон-Астурия под правлением Фердинанда I (Фернандо I) получило статус королевства и стало главным оплотом Реконкисты. На севере в это же время баски основали Наварру, а Арагон слился с Каталонией в результате династического брака. В 1085 году христиане захватили Толедо, а затем Талаверу, Мадрид и другие города попали под власть христиан. Однако вскоре Альморавиды, призванные севильским эмиром из Африки, придали новую силу исламу победами при Саллаке (1086) и Уклесе (1108) и снова объединили арабскую Испанию. Несмотря на успехи мусульман, религиозный пыл и воинская отвага христиан вскоре получили новый толчок от крестовых походов.
Альфонс I Арагонский браком с Урракой, наследницей Кастилии, временно (до 1127 года) соединивший оба королевства, принял титул императора Испании (удержавшийся до 1157 года), в 1118 году завоевал Сарагосу и сделал её своей столицей. По отделении Кастилии от Арагона оба государства держались союза друг с другом в борьбе с неверными; Арагон вскоре значительно усилился вследствие брака арагонской наследницы, Петронильи, с Раймондом Беренгаром II Барселонским, соединившего Арагон с Каталонией.
Альморавиды (1090—1145) ненадолго остановили распространение Реконкисты. К периоду их правления относятся подвиги легендарного рыцаря Сида Кампеадора, отвоевавшего земли в Валенсии в 1094 году и ставшего национальным героем Испании.
В 1147 году африканские Альморавиды, свергнутые Альмохадами, обратились за помощью к христианам, которые завладели по этому случаю Альмерией и Тортозой. Против Альмохадов, подчинивших южную Испанию, особенно успешно сражались испанские рыцарские ордена: Калатрава — с 1158 года, Сантьяго-де-Компостела — с 1175 года, Алькантара — с 1176 года, загладившие поражение при Аларкосе (1195) победой при Лас-Навас-де-Толоса (16 июля 1212 года). Это была самая внушительная победа над Альмохадами, которую одержали объединившиеся короли Леона, Кастилии, Арагона и Наварры. Вскоре за этим последовало падение власти Альмогадов.
В результате вступления в 1230 году кастильского короля Фердинанда III на престол Леона образовалось объединённое королевство Кастилия и Леон.
Битвой при Мериде (1230) Эстремадура была отнята у арабов; после битвы при Херес-де-Гвадиана (1233) Фердинанд III Кастильский в 1236 году повёл своё войско в Кордову, а ещё через двенадцать лет овладел Севильей. Португальское королевство расширилось почти до своих современных размеров, а король Арагона завоевал Валенсию, Аликанте и Балеарские острова. Мусульмане тысячами переселялись в Африку и в Гранаду, или Мурсию, но и эти государства должны были признать главенство Кастилии. Оставшиеся под кастильской властью мусульмане более и более принимали религию и обычаи победителей; многие богатые и знатные арабы, приняв крещение, переходили в ряды испанской аристократии. К концу XIII века на полуострове остался лишь Гранадский эмират, вынужденный платить дань.
В то время как внешнее могущество Кастилии благодаря победам Фердинанда III сильно увеличилось, внутри страны бушевали смуты, которые, особенно в правление покровителя наук и искусства Альфонсо X Астронома(1252—1284) и его ближайших преемников, служили источником беспорядков и увеличивали власть дворянства. Коронные земли расхищались частными лицами; общины, союзы и могущественные дворяне прибегали к самосуду и освобождались от всякой власти.
В Арагоне Иаков (Хайме I, 1213—1276) подчинил Балеары и Валенсию и проник до Мурсии; сын его Педро III (1276—1285) отнял у дома Анжу Сицилию; Иаков II (1291—1327) завоевал Сардинию и в 1319 году на сейме в Таррагоне установил нераздельность государства.
Эти завоевания стоили арагонским королям многих уступок сословиям, из которых особенно важна сарагосская «генеральная привилегия» 1283 года. В 1287 году Альфонсо III Свободный прибавил к ней «привилегию унии», признававшую за подданными право восстания в случае нарушения их свободы. В обоих государствах духовенство было наиболее могущественным сословием; победы над неверными увеличили его права и богатства, а влияние его на низшие классы народа вызвало в них дух преследования и фанатизма. Высшее дворянство в число своих прав включало и право отказывать в повиновении королю. Все дворяне были свободны от податей. Города и сельские общины имели свои особые права (Фуэрос), признанные за ними особыми договорами. В обоих государствах сословия собирались на сеймы (кортесы), совещавшиеся о благополучии и безопасности страны, о законах и податях. Торговля и промышленность находились под защитой предусмотрительных законов; двор покровительствовал поэзии трубадуров. Больше всего внутреннее благоустройство государства подвинулось в Арагоне при Педро IV (1336—1387), который устранил некоторые тягостные стороны дворянских привилегий, между прочим право войны. Благодаря этим мерам, когда старая династия угасла (1410), на престол вступила кастильская в лице Фердинанда I (1414—1416), который удержал власть над Балеарами, Сардинией и Сицилией и на короткое время завладел и Наваррой.
В Кастилии, напротив, господствовали высшее дворянство и рыцарские ордена. Стремление городов к независимости от феодальной аристократии не увенчалось успехом вследствие тирании Педро Жестокого (1350—1369). В вызванные ей распри вмешивались то французы, то англичане. К XIV веку временные союзы христианских королевств распались, и каждое стало преследовать собственные интересы. Годы правления Генриха II (1369—1379), завладевшего Бискайей, и Хуана (Иоанна) I (1379—1390) отмечены войнами с Португалией. Хуан I заключил брак с португальской инфантой, надеясь в дальнейшем объединить два государства. Но в 1385 году Португалия победоносно отстояла свою независимость в битве при Алхубарроте.
Арагон уступил Генуе контроль над торговлей в Средиземноморье. Только Кастилия в этот период полностью обеспечивает себя и получает прибыли на торговле шерстью с Нидерландами.
Тем не менее, победы над арабами шли своим чередом: в 1340 году Альфонсом XI одержана была блестящая победа при Саладо, а четыре года спустя завоеванием Альхесираса Гранада была отрезана от Африки.
Генрих III (1390—1406) восстановил порядок и овладел Канарскими островами. Однако позже Кастилия вновь была приведена в расстройство продолжительным и слабым правлением Хуана II (1406—1454). Возросшие при Генрихе IV беспорядки прекратились с восшествием на престол его сестры Изабеллы. Она победила короля Альфонса Португальского и оружием смирила непокорных подданных.
В 1469 году произошло знаменательное для будущего Испании событие: брак между Фердинандом Арагонским и Изабеллой Кастильской, которых папа Римский Александр VI назвал «католическими королями». Фердинанд II Арагонский, после смерти отца своего, Иоанна II Арагонского, в 1479 году наследовал Арагонское королевство, соединение кастильской и арагонской корон положило начало королевству Испания. Тем не менее, политическое объединение Испании завершилось только к концу XV века, Наварра была присоединена в 1512 году.
В 1478 году Фердинанд и Изабелла учредили церковный суд — инквизицию, предназначенную охранять чистоту католической веры. Началось преследование евреев, мусульман, а позже протестантов. Несколько тысяч подозреваемых в ереси прошли через пытки и закончили жизнь на кострах (аутодафе — первоначально оглашение, а затем и приведение приговора в исполнение, в частности, публичное сожжение на костре). В 1492 году глава инквизиции доминиканский священник Томас Торквемада убедил Фердинанда и Изабеллу преследовать по всей стране не обращённых в христианство людей. Основным объектом преследований он сделал марранов и морисков — мусульман и евреев, недавно принявших христианство, обвинявшихся в тайном отправлении запрещённых культов. Многие евреи вынуждены были бежать из Испании, они отправлялись в Португалию, Италию и Северную Африку. В 1492 году многочисленные евреи были окончательно изгнаны из государства.
Чтобы положить конец правонарушениям со стороны дворянства, восстановлено было древнее городское братство Германдад («Святая Эрмандада»). Высшие должности перешли в распоряжение короля; высшее духовенство было подчинено королевской юрисдикции; Фердинанд был избран великим магистром трёх рыцарских орденов, что превратило их в послушные орудия короны; инквизиция помогала правительству удерживать в повиновении дворянство и народ. Администрация была реорганизована, королевские доходы увеличены часть их шла на поощрение наук и искусств. Отменены были также издавна укоренившиеся т. н. «дурные обычаи», выражавшиеся в узаконенном произволе дворян над крестьянством («право первой ночи» и т. п.).
После битвы у Салдо Гранадский эмират переходит к оборонительной тактике. Хотя Хуан II и Энрике IV несколько раз предпринимали походы в земли мавров, это не привело к покорению Гранады. Мавры также совершали набеги на земли христиан. Таким образом серьёзных завоеваний в отношении эмирата кастильцы не предпринимали до 80-х гг. XV века. В 1476 году гранадский эмир заключил с Кастилией перемирие. Но с его окончанием мавры захватили в 1481 году Саару. В ответ кастильцы начали военные действия, которые они вели с переменным успехом до 1491 года, когда они вошли в долину Гранады. 2 января 1492 года город капитулировал. Завоеванием Гранады заканчивается Реконкиста. И в том же году Христофор Колумб получает средства на создание экспедиции, с которой он достигает Америки, и основывает там испанские колонии. Открытие Америки предоставило Испании широкое поприще деятельности по ту сторону океана.

## Золотой век Испании
Окончание Реконкисты и начало завоевания Америки позволили Испании почти на полтора столетия стать сильнейшей в политическом отношении державой Европы. Амбиции многочисленного испанского дворянства (идальго) и воодушевление от успеха многовековой «священной войны» под знаменами католической веры сделали испанскую армию одной из сильнейших в мире и требовали новых военных побед.
Уже в войнах за Италию в 1504 году Испанией был завоеван Неаполь. Наследницей Фердинанда и Изабеллы была их старшая дочь Хуана, вышедшая замуж за Филиппа I, сына императора Максимилиана I Габсбурга. Когда Филипп в 1506 году умер молодым, а Хуана сошла с ума, опекуном её сына Карла кастильскими сословиями назначен был Фердинанд, в 1509 году завоевавший Оран и в 1512 году присоединивший к Испании Наварру. После смерти Фердинанда (1516) кардинал Хименес принял регентство до прибытия молодого короля Карла I, который в 1517 году стал управлять лично. Карл из дома Габсбургов в 1519 году становится под именем Карла V также императором Священной Римской империи.
Когда Карл в 1519 году выбран был германским императором (как Карл V) и поэтому снова оставил Испанию (1520 год), возникло возмущение комунерос — протест против абсолютизма Карла и его нидерландских советников во имя национальных учреждений Иберии. Движение комунерос приняло совершенно демократический характер, но победой дворянского ополчения при Вильяларе (21 апреля 1521 года) и казнью Падильи восстание было усмирено.
Карл V издал полную амнистию, но воспользовался страхом, который движение нагнало на дворянство, для того, чтобы сузить старые льготы и вольности. Кортесы оказались неспособными к противодействию правительству, дворянство стало смотреть на лояльность как на главную свою обязанность, а народ терпеливо подчинился королевской власти и её завоевательным планам. Кортесы беспрекословно стали снабжать Карла V деньгами для войны с Францией, предприятий против мавров в Африке, подавления Шмалькальденского союза в Германии. За Габсбургов и за распространение римско-католической веры испанские войска бились на берегах По и Эльбы, в Мексике и Перу.
Между тем в самой стране трудолюбивые мориски притеснялись и изгонялись, тысячи испанцев посылались инквизицией на костры, каждое поползновение к свободе подавлялось; промышленность, торговля и земледелие гибли от произвольной системы налогов. Не только дворянство, но и крестьяне и горожане стремились на войну и на государственную службу; на прочие городские и сельские занятия смотрели с презрением. Церковь владела большими пространствами земли, поступавшими к ней в ущерб прямым наследникам; земли эти пустели или обращались в пастбища, и количество возделанной земли все более и более уменьшалось. Торговля перешла в руки иностранцев, извлекавших выгоды, как и из Испании, так и из колоний её. Когда Карл V в 1556 году сложил с себя корону, австрийские владения Габсбургов и Испания снова отделились друг от друга. Испания сохранила в Европе лишь Нидерланды, Франш-Конте, Милан, Неаполь, Сицилию и Сардинию. Цели испанской политики оставались те же; Испания сделалась центром католической реакционной политики.
В XVI веке утвердился абсолютизм. В начале XVI века сложилась испанская колониальная империя, в основу которой легли колониальные завоевания в Америке. Испанская империя достигла своего расцвета в XVI веке с расширением колоний в Южной и Центральной Америке и захватом Португалии в 1580 году.

## Упадок Испании
Доходы от колонизации Нового Света направлялись испанской короной на достижение политических целей, которыми были восстановление господства католической церкви в Европе и доминирование Габсбургов в европейской политике. Параллельно с этим в Испании происходит стремительное имущественное расслоение дворянства, элита которого обнаруживает вкус к роскоши. Однако приток золота из-за океана не способствовал развитию экономики страны, многочисленные испанские города оставались преимущественно политическими, но не торгово-ремесленными центрами. Торговля и ремесло были сосредоточены в руках потомков мусульманского населения, морисков. В результате финансирование войн и нужд двора и испанской знати происходило путём увеличения налогового бремени, конфискации имущества «неблагонадёжных» слоев общества, прежде всего, морисков, а также внутренних и внешних займов, зачастую принудительных (порча монеты, «донативы»). Все это ухудшало положение населения и ещё больше подавляло развитие торговли и ремесел, усугубляя экономическое, а затем и политическое отставание Испании от протестантских стран Северо-Западной Европы.

### XVI век
С середины XVI века начался экономический упадок Испании, вызванный непрекращающимися войнами, непомерными (и при этом регрессивными) налогами и революцией цен. Как указывал, основываясь на достоверных сведениях, историк Сьеса де Леон: «Император (Карл V Габсбург) потратил с того самого года (24 февраля 1530), когда он был коронован, до этого [самого года (1553)] столько, заполучив при этом больше серебра и золота, чем было у королей Испании с короля Дона Родриго до него, что ни у одного из них не было такой нужды [в золоте], как у Его Величества; но если бы он не вёл войн и его местопребыванием была Испания, воистину, с его рентами и с тем, что пришло из Индий, вся Испания была бы так переполнена сокровищами, как то было в Перу во времена его королей».
Сын Карла V Филипп II решает перенести столицу из Толедо в Мадрид, что потребовало больших затрат ресурсов и означало новую эру в политической истории Испании. Испанский абсолютизм приступил к подавлению сохранявшихся со времен Реконкисты относительно широких прав сословий, провинций и религиозных меньшинств. Католическая церковь и инквизиция оказались тесно связаны с государственным аппаратом и выступали в качестве его репрессивных инструментов. В 1568 году произошло восстание мавров, которое было подавлено спустя два года после кровопролитной войны; 400 тысяч морисков были выселены из Гранады в другие части страны.
Прогрессирующее разложение государственного аппарата, служившего инструментом обогащения знати, вело к падению качества внутреннего и внешнего управления и ослаблению испанской армии. Несмотря на победу над турками при Лепанто в 1571 году, Испания потеряла контроль над Тунисом. Политика террора и насилия герцога Альбы в Нидерландах привела к восстанию местного населения, подавить которое корона, несмотря на колоссальные расходы, оказалась не в состоянии. Попытка вернуть Англию в лоно католической церкви окончилась гибелью «непобедимой армады» в 1588 году. Испанское вмешательство в религиозные распри во Франции привело лишь к ухудшению отношений между двумя странами и усилению французской монархии.

### XVII век
После смерти Филиппа II управление государством надолго оказывается в руках различных группировок знати. При короле Филиппе III (1598—1621) страной управлял герцог Лерма, в результате политики которого некогда богатейшее государство Европы в 1607 году стало банкротом. Причиной этого были колоссальные расходы на содержание армии, часть которых присваивалась высшими чиновниками во главе с самим Лермой. Королевство было вынуждено заключить мирные соглашения с Нидерландами, Францией и Англией. В 1609 году начинается выселение из Испании морисков, однако доходы от конфискации их имущества не компенсировали последующий упадок торговли и запустение многих городов во главе с Валенсией.
При Филиппе IV внешней и внутренней политикой государства руководил герцог Оливарес. Испания вмешивается в очередной конфликт католиков и протестантов Священной Римской империи, вылившийся в Тридцатилетнюю войну. Вступление в войну католической Франции лишило конфликт религиозной почвы и привело к катастрофическим последствиям для Испании. Массовое недовольство высокими налогами и произволом центральных властей вызвало восстания в ряде испанских провинций — в 1640-е годы против короны восстала Каталония, а вслед за этим последовало отделение Португалии. Ценой отказа от централизации и потери Португалии правительству удалось удержать Испанию от распада, однако с прежними внешнеполитическими амбициями было покончено. В 1648 году Испания признала независимость Нидерландов и равноправие протестантов в Германии. По Пиренейскому миру (1659 год) Испания уступила Русильон, Перпиньян и часть Нидерландов Франции, а Дюнкирхен и Ямайку — Англии.
В годы царствования тяжело больного Карлоса II (1661—1700), Испания из субъекта европейской политики превращается в объект территориальных притязаний Франции и теряет ряд владений в Центральной Европе. От присоединения Каталонии к Франции Испанию спас только союз с недавними противниками — Англией и Нидерландами. Экономика страны и государственный аппарат пришли в состояние полного упадка. К концу периода правления Карла II многие города и территории обезлюдели. Вследствие недостатка в деньгах во многих провинциях вернулись к меновой торговле. Несмотря на исключительно высокие налоги, некогда роскошный мадридский двор оказывался не в состоянии оплачивать собственное содержание, зачастую даже королевскую трапезу.

## Эпоха Бурбонов (XVIII век)
Со смертью в ноябре 1700 года Карла II, не оставившего наследников, вопрос о том, кто будет новым королём, привёл к Войне за испанское наследство (1701—1714) между Францией и Австрией с её союзниками, главным из которых была Англия. Франция возвела на испанский престол Филиппа V Бурбона (внука Людовика XIV), который остался королём ценой уступки Австрии владений в Нидерландах и Италии и обещанием, что Франция и Испания никогда не объединятся под правлением одного монарха. На долгие десятилетия политическую жизнь Испании начали определять интересы её северного соседа.
Воцарение Бурбонов означало приход на государственные посты выходцев из Франции и Италии во главе с Альберони, что способствовало некоторому оздоровлению государственного аппарата. По образцу французского абсолютизма была проведена централизация налогообложения. Заботясь о политической организации своей империи, Филипп, применив централизующий подход Бурбонов во Франции, издал декреты, положившие конец политической автономии Каталонии, Валенсии, Балеарских островов и Арагона, поддержавших в войне эрцгерцога Карла. С другой стороны, Наварра и баскские провинции, поддержавшие короля, не утратили своей автономии и сохранили свои институты власти и законы. Попытки ограничить права католической церкви, единственной структуры, пользовавшейся широким доверием населения, провалились. Во внешней политике Испания Бурбонов следовала в фарватере Франции и приняла вместе с ней участие в затратных для казны польской и австрийской войнах. В результате Испания получила Неаполь и Парму, тут же отошедшие младшим линиям испанских Бурбонов.
В середине века в годы правления Фердинанда VI в стране был проведён ряд важных реформ. Были понижены налоги, обновлён государственный аппарат, конкордатом 1753 года права католического духовенства, прежде всего, финансовые были существенно ограничены. Дальнейшие преобразования Карлоса III (1759-88 годы) в духе эпохи Просвещения и его министров Аранда, Флоридабланка и Кампоманеса привели к позитивным результатам. В Каталонии и некоторых портовых городах началось развитие мануфактурного производства, процветала трансатлантическая торговля с колониями. Однако развитие промышленности и транспорта в стране в силу полного экономического упадка предыдущего времени было возможно только силами государства и требовало крупных займов. Вместе с тем, финансы короны истощались необходимостью поддержки и защиты колоний и участием в войнах, которые вела Франция.
С воцарением слабого и неспособного к государственным делам Карла IV положение дел в стране вновь ухудшилось, а власть перешла в руки фаворита королевы Годоя. Революция во Франции заставила Испанию выступить в защиту свергнутых Бурбонов, однако война с революционной Францией велась Испанией неактивно и привела к французскому нашествию на север страны. Экономическая и политическая слабость привели Испанию к подписанию крайне невыгодного договора в Сан-Ильдефонсо (1796), который требовал от Испании выступить против Англии. Несмотря на технологическое отставание испанской армии и флота и серию последовавших поражений, Испания оставалась в союзе уже с наполеоновской Францией, пока остатки испанского флота не были уничтожены при Трафальгаре (20 октября 1805 года). Умело используя честолюбие Годоя, Наполеон, пообещав тому португальскую корону, добился заключения очередного военного союза между Францией и Испанией.
Это решение, втягивающее истощённую и находящуюся на грани голода страну в новую войну за чужие интересы, вызвало народное восстание против Годоя, которое привело к отречению короля от престола в пользу сына Эрнандо 18 марта 1808 года. Однако последний вскоре был вызван Наполеоном на переговоры с отцом, которые, под французским военным и политическим нажимом закончились передачей короны Жозефу Бонапарту.

## Война в Испании (1808—1813)
Ещё 2 мая 1808 года, при вести об уводе Эрнандо во Францию, в Мадриде вспыхнул мятеж, который французам удалось подавить лишь после кровопролитной борьбы; образовались провинциальные хунты, гверильясы вооружились в горах, и все пособники французов были объявлены врагами отечества. Храбрая защита Сарагосы, удаление Жозефа из Мадрида и общее отступление французов содействовали энтузиазму испанцев. В это же время Веллингтон с английским корпусом высадился в Португалии и начал вытеснение оттуда французов. Французы одержали, однако, верх над испанцами и 4 декабря снова вступили в Мадрид.
В Испании началась партизанская война, руководимая учреждённой в сентябре 1808 года в Аранхуэсе центральной хунтой. Поначалу все слои испанского общества, дворяне, духовенство и крестьяне с одинаковым рвением стремились изгнать захватчиков, которые контролировали только крупные города и отвечали на сопротивление испанцев жестоким террором. К началу 1810 года перевес склонился на сторону французов, поскольку испанская элита стала лояльнее к Жозефу. Защитниками независимости страны в Кадисе было учреждено регентство, созваны кортесы и принята конституция (18 марта 1812), опиравшаяся на староиспанские традиции общинного самоуправления и принципы народовластия. При этом организованное сопротивление французам оказывали только английские войска Веллингтона, который 22 июля 1812 года разбил французов при Саламанке, но не смог удержаться в Мадриде.
Катастрофа наполеоновской армии в России изменила положение дел. 27 мая 1813 года король Жозеф с французскими войсками оставил Мадрид, но был разбит Веллингтоном у Виттории 21 июня. Французы были изгнаны из Испании, но вопрос дальнейшего политического устройства страны оставался открытым.

## Реставрация Бурбонов
Фердинанд (Эрнандо) VII был отпущен Наполеоном на родину, однако кортесы потребовали от него присягнуть конституции, что тот отказывался делать. Вмешательство армии, переход на сторону короля генерала Элио, решил вопрос в пользу абсолютной монархии. После разгона кортесов и вступления короля в Мадрид Эрнандо обещал амнистию и принятие новой конституции, однако начал правление с репрессий как в отношении тех, кто поддерживал Жозефа Бонапарта, так и в отношении наиболее либеральных сторонников кортесов. Опорой монархии стали армия и духовенство.
Придворные интриги и слабохарактерность короля не способствовали восстановлению порядка ни во внутренних, ни во внешних делах. В ходе французской оккупации Испании в её заморских колониях началась война за независимость, в ходе которой местные элиты отложились от ослабевшей метрополии. В народе накапливалось недовольство. Войска под начальством подполковника Риего 1 января 1820 года провозгласили конституцию 1812 года и в Исла-де-Леон создали временное правительство, издавшее воззвание к народу. После перехода на сторону восставших ряда провинций и Мадрида король присягнул конституции и созвал кортесы. Их деятельность была направлена главным образом против имущественных привилегий церкви — было обложено податью духовенство, однако положение дел в стране это не улучшило. Ввиду отсутствия буржуазии либеральные начинания кортесов были восприняты в обществе, особенно в крестьянской среде, негативно. Католическая оппозиция набирала силу в провинциях и страна вновь начала скатываться в анархию.
На выборах 1 марта 1822 года радикалы получили большинство голосов, после чего верные королю силы неудачно попытались занять Мадрид. Эрнандо обратился за иностранной помощью и осенью того же года Священный союз принял решение о вооружённом вмешательстве в дела Испании. В апреле 1823 года французская экспедиция под командованием герцога Ангулемского (95 тысяч) перешла границу и разбила испанские войска. Уже 11 апреля кортесы, захватив короля, бежали из Мадрида, куда 24 мая вступил герцог Ангулемский, восторженно встреченный народом и духовенством. Окружённые в Кадисе, кортесы возвратили королю абсолютную власть, однако сопротивление либералов продолжалось ещё два месяца. Для защиты Бурбонов в Испании остались 45 тысяч французских солдат.

## Революции и гражданские войны XIX века
Восстановленный на престоле Фердинанд VII после освобождения из-под власти кортесов вернулся к политике репрессий в отношении либералов, опираясь на духовенство. Апостольская хунта, стремившаяся к восстановлению инквизиции, превратилась в теневое правительство и смещала всех неугодных ей министров. Эта партия видела опору в младшем брате короля доне Карлосе, к которому должен был перейти престол. Однако когда его сторонники в 1827 году подняли мятеж в Каталонии, Эрнандо решительно подавил его и спустя три года издал т. н. прагматическую санкцию, отменявшую введённый Бурбонами в 1713 году салический закон и вводившую наследование престола по женской линии. В октябре 1832 года королева Христина объявлена была регентшей при дочери Изабелле на случай смерти короля. Бывший министр Сеа Бермудес встал во главе управления, объявил амнистию и созвал кортесы, которые 20 июня 1833 года присягнули Изабелле как наследнице престола.
Дон Карлос ещё 29 апреля 1833 года в Португалии провозгласил себя королём Испании Карлом V. К нему тотчас примкнула апостольская партия, Баскские провинции и Наварра, старинные льготы которых, фуэросы, в том числе право на беспошлинный ввоз товаров, либералами не признавались. Восстание карлистов началось в октябре 1833 года назначением хунты и всеобщим вооружением. Вскоре карлисты заняли Каталонию. Мадридское правительство «христиносов» (по имени регентши) не могло подавить мятеж, поскольку испытывало глубокие разногласия. В 1834 году была принята новая конституция, вызвавшая недовольство радикальных либералов, которые в 1836 году подняли восстание и заставили Христину вернуться к конституции 1812 года.
Однако вскоре новый президент совета министров Калатрава созвал кортесы, которые подвергли старую конституцию пересмотру. В это время дон Карлос одержал ряд побед, однако разногласия в рядах сторонников привели к его отступлению во Францию. Не желая продолжать войну, кортесы подтвердили фуэросы баскских провинций. Поздним летом 1840 года вся Испания была под контролем мадридского правительства. Генерал Эспартеро приобрёл популярность и вынудил королеву Христину отказаться от регентства и покинуть страну. 8 мая 1841 года регентом был избран Эспартеро, однако через два года он вынужден был бежать в Англию после всеобщего мятежа армии.
Консервативное большинство кортесов 8 ноября 1843 года объявило 13-летнюю королеву Изабеллу совершеннолетней, вскоре последовали изменения в политической жизни страны — у руля государства сменяли друг друга соперничающие генералы и фавориты молодой королевы, её мать Христина была возвращена из изгнания, и в мае 1845 года для выборов в кортесы был введен высокий ценз, сенаторы пожизненно назначались короной, католическая религия была объявлена государственной.
Все возрастающую роль в управлении страной играла армия. В июне 1854 года группа оппозиционно настроенных генералов под руководством О’Доннел призвала к свержению правительства, в июле 1854 года в Мадриде произошло восстание, которое королеве удалось успокоить лишь назначением Эспартеро первым министром. Однако он недолго удержался на этом посту. Ставший военным министром О’Доннел 14 июля 1856 года спровоцировал отставку Эспартеро и распустил кортесы. Это вызвало новое восстание в Мадриде. После подавления восстания ставший главой правительства О’Доннел разоружил национальную гвардию, восстановил систему управления 1845 года и приостановил продажу церковных имуществ.
Война с Марокко в 1859—1860 годах не принесла Испании никаких существенных выгод. В 1861 году Доминиканская республика ненадолго вновь присоединилась к Испании, но в результате восстания её независимость к 1865 году была восстановлена. В союзе с Великобританией и Францией в конце 1861 года Испания приняла участие в экспедиции в Мексику, но испанский главнокомандующий Прим в 1862 году вернулся из-за несовпадения интересов с французами. Столкновение с Перу и Чили, приведшее 14 января 1866 году к объявлению войны Испании Перу, Чили, Боливией и Эквадором, окончилось безрезультатным обстрелом Вальпараисо и Кальао.
О’Доннел подавил несколько военных восстаний, отбил попытку карлистского претендента графа Монтемолина высадиться в Испании (1860 год), но не смог удержаться у власти. Сменивший его генерал Нарваес, стоя во главе правительства, опирался на духовенство и преследовал либералов. Вскоре после его смерти в 1868 году в стране начался всеобщий мятеж, и Изабелла бежала во Францию.
Во главе временного правительства унионистов и прогрессистов встал Франсиско Серрано, первым делом упразднивший иезуитский орден и объявивший свободу печати и образования. Поскольку созванные кортесы не договорились о кандидатуре нового монарха, регентом стал Серрано. Авторитет Мадрида в северных провинциях был невысок — там активизировались карлисты и республиканцы.
Сын итальянского короля Амадей согласился принять испанскую корону, однако после двух лет продолжающейся анархии и открытой борьбы политических партий, поддерживаемых различными армейскими офицерами, он вернулся на родину в Италию. Кортесы провозгласили республику и избрали президентом Фигвераса, республиканца-федералиста, который стремился к расширению прав провинций и городов, дабы обеспечить их лояльность Мадриду. Вскоре Фигверас был смещён, от Мадрида отпал север страны, где власть захватили карлисты, и Андалузия, где группа радикальных федералистов сформировала собственное правительство. Войска Кастелара, ставшего премьер-министром в сентябре 1873 года, вернули контроль над Андалузией, однако вскоре он был низложен, к управлению страной вернулся Серрано, также низложенный спустя год. На этом история Первой испанской республики закончилась.
Поскольку карлисты не пользовались популярностью, занять вакантный престол был приглашён старший сын Изабеллы Альфонсо.
Избрание Альфонса XII многим, особенно офицерам, казалось единственным спасением из хаоса. Согласившись с наиболее влиятельными лицами, генерал Мартинес Кампос 29 декабря 1874 года в Сагунто провозгласил Альфонса XII королём испанским. Во главе правительства в 1875 году стал Кановас дель Кастильо.
Правление нового монарха было успешным — были разбиты карлисты, баскские земли лишены фуэросов, восстановлено централизованное управление страной. Началось приведение в порядок финансовой системы, были подавлены мятежи на Кубе и в северных провинциях Испании. Политически Испания в эти годы сблизилась с Германией и Австро-Венгрией в противовес Франции, вмешательство которой в испанские дела прекратилось.
Кановас дель Кастильо был автором плана «Мирный поворот» (исп. El Turno Pacífico), согласно которому в Испании создавалась двухпартийная система, в рамках которой две «официальные» партии, правоцентристская Либерально-консервативная и левоцентристская Либеральная должны были по очереди сменять друг друга у власти, не допуская перерастания противоречий между ними в политический кризис, грозивший стране очередной гражданской войной. Выбор между партиями должен был делать король, после чего политикам предстояло оформить победу нужной партии. «Мирный поворот» полностью исключал возможности победы на выборах любых других партий. Это достигалось местными боссами, прозванными «касиками» (исп. caciques), как с помощью подкупа и давления на избирателей, так и путём фальсификации выборов.
Начиная с 1881 года «Мирный поворот» много лет обеспечивал стабильность политической системы Испании. 24 ноября 1885 года, накануне смерти Альфонса XII, Кановас и лидер либералов Пракседес Матео Сагаста заключили так называемый Пакт Эль-Пардо (исп. Pacto de El Pardo), который предусматривал плавный переход власти от одной партии к другой с целью обеспечить стабильность режима, оказавшегося под угрозой из-за более чем вероятной скорой смерти монарха. Этот пакт, в дополнение к «Мирному повороту», действительно помог сохранить монархию до тех пор пока новый король Альфонс XIII не достиг совершеннолетия.
В 1886 году после смерти молодого короля новым монархом стал его сын новорождённый Альфонс XIII, регентом при котором была его мать, продолжавшая политику мужа. В эти годы в Испании начала развиваться промышленность и торговля, изменился облик крупнейших городов страны. Были проведены либеральные преобразования: введено всеобщее избирательное право (1890 год) и суд присяжных (1887 год). На рубеже веков в Испании началось развитие туризма. Волнения на севере страны продолжались неоднократно, Каталония и страна Басков опережали в экономическом развитии аграрные провинции центральной и южной Испании, в крупных городах формировалась прослойка интеллигенции, выступающей за автономию и демократические преобразования. С конца XIX века, в связи с ростом автономистских движений в испанских провинциях, начинается широкомасштабная полемика о «сущности Испании» (о «двух Испаниях»), продолжающаяся, с некоторыми перерывами, по настоящее время.
С 1875 года по 1899 год правительства Кановаса и Сагасты сменяли друг друга. Жестокость по отношению к анархистам, перешедшим к терроризму, привела к убийству анархистом Кановаса 8 августа 1897 года.
Поражение в испано-американской войне и потеря последних заморских колоний привели к нарастанию в испанском обществе протестных настроений.

## Испания в начале XX века
В 1909 году в Барселоне из-за призыва в армию для борьбы с племенами рифов в Марокко произошло восстание анархистов, к ним примкнули и представители других левых сил. Во время этой «Трагической недели» на улицах города убили свыше ста человек.
В годы Первой мировой войны Испания придерживалась нейтралитета, однако её экономика серьёзно пострадала.
По окончании Первой мировой войны в Испании начался глубокий экономический кризис. Страну охватило массовое забастовочное движение: в 1918 году было организовано 463 забастовки, в 1919 г. — около 900, в 1920 году — 1060. В Мадриде в марте 1919 года вспыхнули волнения на почве дороговизны, в результате столкновений с войсками несколько сот человек были ранены; в Барселоне во время всеобщей забастовки в марте 1919 года также происходили столкновения с полицией и войсками. Во второй половине 1920 года коалиционное испанское правительство либералов и консерваторов во главе с консерватором Эдуардо Дато начало репрессии против профсоюзных активистов. В ответ 8 марта 1921 года Дато был убит анархистами. Новое правительство возглавил консерватор Альендесаласар, но уже летом 1921 года в связи с поражением испанской армии в колониальной войне в Марокко при Анвале он был вынужден уйти в отставку.

## Диктатура Примо де Ривера и Вторая Испанская Республика
Крушение европейских монархий и распространение социалистических идей среди малоимущей городской интеллигенции привели к серии беспорядков. Восставшие требовали социальных и политических преобразований — отмены дворянских привилегий, секуляризации, установления республиканского правления. В условиях нарастающей нестабильности генерал Мигель Примо де Ривера поднял мятеж и захватил власть в Каталонии, вскоре король предоставил ему исключительные полномочия. Было объявлено о создании «военной директории», введении военного положения, отмене конституции, роспуске кортесов. За годы правления Примо де Риверы Испания добилась победы в Марокко и некоторой внутренней стабильности за счёт репрессий против анархо-коммунистов. Гарантии правительства обеспечили приток инвестиций в страну и повышение благосостояния населения. Однако общая неопределённость внешне- и внутриполитического курса и растущая радикализация общества привели к отставке Примо де Риверы. Борьбу за власть начали радикальные республиканцы и фалангисты, возглавляемые его сыном Хосе Антонио.
14 апреля 1931 года в результате массовых выступлений монархия была свергнута, и Испания вновь стала республикой. Это не принесло стабильность в испанское общество, поскольку к традиционным противоречиям между консервативно-монархическим и республиканским крылом добавились разногласия между самими республиканцами, в рядах которых были различные силы — от сторонников либерального капитализма до анархистов.
После установления республики были проведены реформы в сфере образования; за 1931—1933 годы в стране было построено более 10 тысяч школ. Религиозным орденам было запрещено преподавание в школах, что вызвало недовольство клерикальных кругов. Уже в 1932 году произошла попытка военного переворота, предпринятая генералом Санхурхо. Затем в 1934 году, когда три министра правой монархической партии вошли в правительство республики, левые силы устроили восстание в Астурии. Кроме того, каталонские националисты требовали независимости Каталонии, и их лидер Франсеск Масия после выборов 1931 года, на которых его Левая республиканская партия Каталонии получила большинство, провозгласил независимость Каталонской республики, однако вскоре был вынужден удовлетвориться частичной автономией.
Неспособность властей обеспечить стабильность, решить экономические проблемы, недовольство их антиклерикальной политикой, угрожающая международная обстановка привели к росту популярности в армейских кругах Испанской Фаланги СНСН, её мятежу в 1936 году и кровопролитной гражданской войне, которая завершилась в 1939 году взятием Мадрида мятежниками и установлением пожизненной диктатуры Франсиско Франко.

## Франкистская Испания
Годы правления Франко — период консервативной модернизации Испании. Страна избежала непосредственного участия во Второй мировой войне, хотя и оказывала поддержку странам оси, в послевоенный период вначале пережила период международной изоляции (1946—1953), сопровождавшийся стагнацией экономики, но затем заручилась поддержкой многих западных держав, добившись отмены санкций. Выход из дипломатической изоляции, отказ от автаркии, проведение экономических и политических реформ с целью модернизации страны и её адаптации к послевоенному западному миру, привели к испанскому «экономическому чуду» (1959—1973), связанному с притоком инвестиций в прежде отсталую аграрную страну, урбанизацией и развитием промышленности и туризма. В то же время в стране по-прежнему ограничивались политические права и свободы (единственной легальной партией была Испанская Традиционалистская Фаланга союзов национал-синдикалистского наступления), проводились репрессии в отношении сепаратистов и приверженцев левых взглядов.
К 2011 году число пропавших без вести в Испании во время правления режима оценивалось в 100—150 тысяч человек. В то же время в стране действует официальная политика замалчивания и «примирения» жертв режима с фалангистами, например, в 1977 году был принят закон об амнистии (действующий до сих пор), по которому никто из сторонников франкистского режима и его властей всех уровней не должен нести наказание. Все расследования преступлений ведутся на неофициальной и добровольной основе, многие официальные попытки пресекаются вышестоящими властями, например, судья Бальтасар Гарсон в 2010 году был снят с занимаемой должности, также на него было заведено уголовное дело за превышение должностных полномочий в таких расследованиях.
В 2008 году был принят «закон о восстановлении исторической памяти», имеющий в Испании всё-таки двоякое толкование.

## Переход к демократии
Франко завещал после его смерти передать престол Хуану Карлосу, внуку свергнутого Альфонсо XIII. В ноябре 1975 года Хуан Карлос I был провозглашён королём. В июле 1976 года он назначил премьер-министром Адольфо Суареса. Начался демонтаж франкистского режима и демократические преобразования. В своей деятельности Суарес опирался на поддержку первого заместителя председателя правительства генерала Мануэля Гутьерреса Мельядо, который обеспечивал лояльность проводимым реформам со стороны вооружённых сил.
15 декабря 1976 года на референдуме был принят Закон о политической реформе в Испании, в соответствии с которым 15 июня 1977 года были избраны Учредительные Кортесы, состоявшие из двух палат: Конгресса депутатов и Сената. Это были первые после 1936 года многопартийные выборы в парламент, наибольшее количество голосов (34,4 %) на них получила созданная в том же году коалиция Союз демократического центра (СДЦ), в состав которой, наряду с бывшими франкистами, вошли представители левоцентристских и центристских политических сил. В августе коалиция преобразовалась в партию, и Суарес стал её первым председателем.
Была предоставлена частичная автономия Каталонии (29 сентября 1977) и Стране Басков (31 декабря 1977), что стало свидетельством разрыва с франкистской политикой строгого унитаризма.
В октябре 1977 года основные политические силы страны подписали так называемый «Пакт Монклоа» (по названию резиденции правительства в Мадриде), который предусматривал набор мер в области политики и экономики по завершению перехода страны к демократии. Пакт предусматривал парламентский контроль над средствами массовой информации, реорганизацию сил правопорядка, либерализацию законодательства о митингах и собрания, демократизацию системы социального обеспечения и сферы образования, проведение налоговой реформы и др. «Пакт Монклоа» стал классическим примером компромисса между различными партиями на основе общенационального консенсуса для реализации общих задач в «переходном» обществе.
Кортесы избрали Конституционную комиссию, разработавшую проект конституции, принятый затем обеими палатами и утверждённый на референдуме 6 декабря 1978 года. Конституция предоставила широкие права автономным областям.
1 марта 1979 года на основе новой Конституции прошли выборы в кортесы, на которых первое место с результатом 34,8 % занял СДЦ, после чего Суарес вновь возглавил правительство.
23 февраля 1981 года в стране произошла неудачная попытка военного переворота, её провал продемонстрировал, что демократические преобразования в Испании приобрели необратимый характер.

## Современность

### Левое правительство Фелипе Гонсалеса (1982—1996)
В декабре 1982 к власти пришла Испанская социалистическая рабочая партия (ИСРП) во главе с Фелипе Гонсалесом. Четыре срока подряд во главе правительства и три последовательных абсолютных большинства депутатских мандатов — рекорд для демократически избранного премьер-министра в Испании.
Легализация абортов (1985).
30 мая 1982 Испания была принята в НАТО. Находясь в оппозиции, ИСРП выступала против участия Испании в НАТО, но затем на референдуме о членстве в НАТО (1986) агитировала за то, чтобы остаться.
В 1986 году Испания вступила в Европейский Союз, выгодами от членства в котором во многом объясняются экономические успехи страны 80-х — 90-х годов, связанные с развитием потребительского сектора и сферы услуг. В то же время, к сохраняющейся проблеме сепаратистских тенденций в Каталонии и стране Басков (в ноябре 1987 года было подписано соглашение почти всех представленных в парламенте партий, включая обе баскские, с при зывом к ЭТА отказаться от вооружённой борьбы в обмен на отмену антитеррористического закона и передачу функций жандармерии местной баскской полиции) добавились общеевропейские проблемы, связанные с притоком мигрантов из-за пределов Европы (из стран Северной Африки и Латинской Америки) и деятельностью религиозных экстремистов. На фоне крайне напряжённой демографической ситуации (в Испании один из самых низких в Европе уровней рождаемости) актуальной является проблема массовой безработицы, особенно, молодёжи. Несмотря на сравнительно высокий уровень жизни, страна зависима от государственных и иностранных инвестиций и финансовой помощи Европейского Союза.
Олимпиада в Барселоне (1992).
Коррупционные скандалы подорвали популярность Гонсалеса и его партии среди населения. В 1993 году ИСРП вновь победила на выборах, хотя уже не получила абсолютного большинства. Решающим ударом по престижу социалистов, повлёкшим их поражение на выборах в 1996 году, стала публикация о борьбе государства, тайной и вне рамок закона, против терроризма баскских сепаратистов.

### Правое правительствоХосе Марии Аснара(1996—2004)
Приватизация государственных предприятий. В 1999 году Испания вступила в Еврозону. Заявление ЭТА о прекращении огня (1998—1999). Отмена обязательной военной службы (2001).
Теракты в Мадриде (2004).

### Левое правительствоХосе Луиса Родригеса Сапатеро(2004—2011)
Выход Испании из войны в Ираке.
В 2005 году в Испании были легализованы однополые браки.
Испания — одна из наиболее пострадавших в ходе экономического кризиса конца 2000-х стран Европы.

### Правое правительство Мариано Рахоя (2011—2018)
После победы на выборах 2011 года Народной партии, получившей 186 из 350 мест в Конгрессе депутатов, её лидер Мариано Рахой возглавил правительство Испании.
Парламентские выборы 20 декабря 2015 года ввергли Испанию в правительственный кризис. Занявшая первое место Народная партия получила 28,7 % голосов и 123 места в Конгрессе депутатов, а Испанская социалистическая рабочая партия (ИСРП) — 22 % (90 мест). Сформировать правительство, которое получило бы большинство в Конгрессе депутатов, не удалось. 26 июня в Испании состоялись досрочные парламентские выборы, по результатам которых Народная партия осталась самой крупной, немного прибавила и добилась 137 мандатов, но это не позволяло ей сформировать правительство в одиночку. Исход выборов подтвердил, что двухпартийная система, при которой у власти чередовались ИСРП и Народная партия, ушла в прошлое.
С декабря 2015 по октябрь 2016 года Испанией управляло техническое правительство, во главе с исполняющим обязанности премьер-министра Рахоем. 29 октября Конгресс депутатов во втором туре голосования простым большинством поддержал кандидатуру Рахоя на должность главы правительства. Сформированное Рахоем правительство меньшинства опирается на наименьшую парламентскую поддержку в современной истории Испании.